# Seks, kłamstwa i kasety wideo
Seks, kłamstwa i kasety wideo – amerykański dramat obyczajowy z 1989 roku. Debiut reżyserski Stevena Soderbergha.

## Główne role
- James Spader – Graham Dalton
- Andie MacDowell – Ann
- Peter Gallagher – John Melaney
- Laura San Giacomo – Cynthia Patrice Bishop
- Ron Vawter – Terapeuta Ann

## Nagrody i nominacje
Oscary za rok 1989
- Najlepszy scenariusz oryginalny - Steven Soderbergh (nominacja)

Złote Globy 1989
- Najlepsza aktorka dramatyczna - Andie MacDowell (nominacja)
- Najlepsza aktorka drugoplanowa - Laura San Giacomo (nominacja)
- Najlepszy scenariusz - Steven Soderbergh (nominacja)

Nagrody BAFTA 1989
- Najlepszy scenariusz oryginalny - Steven Soderbergh (nominacja)
- Najlepsza aktorka drugoplanowa - Laura San Giacomo (nominacja)

42. MFF w Cannes
- Złota Palma – Steven Soderbergh
- Złota Palma dla najlepszego aktora – James Spader
- Nagroda FIPRESCI